# 2018–2019-es angol labdarúgó-bajnokság (másodosztály)
A 2018–2019-es angol labdarúgó-bajnokság másodosztályát (szponzorált néven Sky Bet Championship) 24 csapat részvételével rendezték meg. Ez volt a 27. kiírása a bajnokságnak. A bajnokságot a Norwich City nyertemeg, feljutott még az élvonalba a Sheffield United és az osztályozót megnyerő Aston Villa.

## Változások az előző idényhez képest
A Championshipből feljutott a Premier League-be
- Wolverhampton Wanderers
- Cardiff City
- Fulham

A Championshipből kiesett a League One-ba
- Sunderland
- Burton Albion
- Barnsley

A Championshipbe kiesett a Premier League-ből
- West Bromwich Albion
- Stoke City
- Swansea City

A Championshipbe feljutott a League One-ból
- Wigan Athletic
- Blackburn Rovers
- Rotherham United

## Résztvevő csapatok
| Csapat               | Székhely           | Stadion                      | Befogadóképesség |
| -------------------- | ------------------ | ---------------------------- | ---------------- |
| Aston Villa          | Birmingham         | Villa Park                   | 42,790           |
| Birmingham City      | Birmingham         | St Andrew's                  | 30,015           |
| Blackburn Rovers     | Blackburn          | Ewood Park                   | 31,367           |
| Bolton Wanderers     | Bolton             | University of Bolton Stadion | 28,723           |
| Brentford            | London             | Griffin Park                 | 12,300           |
| Bristol City         | Bristol            | Ashton Gate                  | 27,000           |
| Derby County         | Derby              | Pride Park Stadion           | 33,600           |
| Hull City            | Kingston upon Hull | KCOM Stadion                 | 25,400           |
| Ipswich Town         | Ipswich            | Portman Road                 | 30,300           |
| Leeds United         | Leeds              | Elland Road                  | 37,890           |
| Middlesbrough        | Middlesbrough      | Riverside Stadion            | 34,742           |
| Millwall             | London             | The Den                      | 20,146           |
| Norwich City         | Norwich            | Carrow Road                  | 27,244           |
| Nottingham Forest    | Nottingham         | City Ground                  | 30,445           |
| Preston North End    | Preston            | Deepdale                     | 23,408           |
| Queens Park Rangers  | London             | Loftus Road                  | 18,439           |
| Reading              | Reading            | Madejski Stadion             | 24,161           |
| Rotherham United     | Rotherham          | New York Stadion             | 12,021           |
| Sheffield United     | Sheffield          | Bramall Lane                 | 32,702           |
| Sheffield Wednesday  | Sheffield          | Hillsborough Stadion         | 39,752           |
| Stoke City           | Stoke-on-Trent     | bet365 Stadion               | 30,089           |
| Swansea City         | Swansea            | Liberty Stadion              | 21,088           |
| West Bromwich Albion | West Bromwich      | The Hawthorns                | 26,850           |
| Wigan Athletic       | Wigan              | DW Stadion                   | 25,133           |

## Csapatok adatai
| Csapat               | Menedzser1     | Csapatkapitány   | Mezgyártó     | Főszponzor        |
| -------------------- | -------------- | ---------------- | ------------- | ----------------- |
| Aston Villa          | Steve Bruce    | James Chester    | Luke Sport    | 32Red             |
| Birmingham City      | Garry Monk     | Michael Morrison | Adidas        | 888sport          |
| Blackburn Rovers     | Tony Mowbray   | Charlie Mulgrew  | Umbro         | 10Bet             |
| Bolton Wanderers     | Phil Parkinson | David Wheater    | Macron        | Betfred           |
| Brentford            | Dean Smith     |                  | Adidas        | LeoVegas          |
| Bristol City         | Lee Johnson    | Bailey Wright    | Bristol Sport | Dunder            |
| Derby County         | Frank Lampard  | Curtis Davies    | Umbro         | 32Red             |
| Hull City            | Nigel Adkins   | Markus Henriksen | Umbro         | SportPesa         |
| Ipswich Town         | Paul Hurst     | Luke Chambers    | Adidas        | Magical Vegas     |
| Leeds United         | Marcelo Bielsa | Liam Cooper      | Kappa         | 32Red             |
| Middlesbrough        | Tony Pulis     | Grant Leadbitter | Hummel        | 32Red             |
| Millwall             | Neil Harris    | Steve Morison    | Macron        | TW Drainage       |
| Norwich City         | Daniel Farke   | Grant Hanley     | Erreà         | LeoVegas          |
| Nottingham Forest    | Aitor Karanka  | Ben Watson       | Macron        | BetBright         |
| Preston North End    | Alex Neil      | Tom Clarke       | Nike          | 32Red             |
| Queens Park Rangers  | Steve McClaren | Toni Leistner    | Erreà         | Royal Panda       |
| Reading              | Paul Clement   | Paul McShane     | Puma          | Carabao           |
| Rotherham United     | Paul Warne     | Richard Wood     | Puma          | Hodge Clemco      |
| Sheffield United     | Chris Wilder   | Billy Sharp      | Adidas        | Ramsdens Currency |
| Sheffield Wednesday  | Jos Luhukay    | Tom Lees         | Elev8         | Chansiri          |
| Stoke City           | Gary Rowett    | Ryan Shawcross   | Macron        | bet365            |
| Swansea City         | Graham Potter  | Leroy Fer        | Joma          | Bet UK            |
| West Bromwich Albion | Darren Moore   | Chris Brunt      | Puma          | Ideal Boilers     |
| Wigan Athletic       | Paul Cook      | Sam Morsy        | Puma          | DW Sports Fitness |

## Vezetőedző váltások
| Csapat               | Távozott vezetőedző | A távozás módja                  | A távozás ideje   | Helyezés a tabellán    | Érkezett vezetőedző | A kinevezés ideje  |
| -------------------- | ------------------- | -------------------------------- | ----------------- | ---------------------- | ------------------- | ------------------ |
| Ipswich Town         | Bryan Klug          | Lejárt az ideiglenes megbizatása | 2018. május 6.    | A szezon kezdete előtt | Paul Hurst          | 2018. május 30.    |
| Queens Park Rangers  | Ian Holloway        | Menesztették                     | 2018. május 10.   | A szezon kezdete előtt | Steve McClaren      | 2018. május 18.    |
| Swansea City         | Carlos Carvalhal    | Lejárt a szerződése              | 2018. május 18.   | A szezon kezdete előtt | Graham Potter       | 2018. június 11.   |
| Stoke City           | Paul Lambert        | Lemondott                        | 2018. május 18.   | A szezon kezdete előtt | Gary Rowett         | 2018. május 22.    |
| Derby County         | Gary Rowett         | A Stoke City edzője lett         | 2018. május 22.   | A szezon kezdete előtt | Frank Lampard       | 2018. május 31.    |
| Leeds United         | Paul Heckingbottom  | Menesztették                     | 2018. június 1.   | A szezon kezdete előtt | Marcelo Bielsa      | 2018. június 15.   |
| Brentford            | Dean Smith          | Az Aston Villa vezetőedzője lett | 2018. október 10. | 7.                     | Thomas Frank        | 2018. október 16.  |
| Ipswich Town         | Paul Hurst          | Menesztették                     | 2018. október 25. | 24.                    | Paul Lambert        | 2018. október 27.  |
| Reading              | Paul Clement        | Menesztették                     | 6 December 2018   | 21.                    | José Gomes          | 2018. december 22. |
| Sheffield Wednesday  | Jos Luhukay         | Menesztették                     | 21 December 2018  | 18.                    | Steve Bruce         | 2019. január 2.    |
| Stoke City           | Gary Rowett         | Menesztették                     | 2019. január 8.   | 14.                    | Nathan Jones        | 2019. január 9.    |
| Nottingham Forest    | Aitor Karanka       | Közös megegyezéssel              | 2019. január 11.  | 7.                     | Martin O’Neill      | 2019. január 14.   |
| West Bromwich Albion | Darren Moore        | Menesztették                     | 2019. március 9.  | 4.                     | Slaven Bilić        | 2019. június 13.   |
| Queens Park Rangers  | Steve McClaren      | Menesztették                     | 2019. április 1.  | 17.                    | Mark Warburton      | 2019. május 8.     |

## Tabella
| Hely. | Csapat               | M  | Gy | D  | V  | G+ | G– | Gk  | P  | Feljutás, továbbjutás vagy kiesés |
| ----- | -------------------- | -- | -- | -- | -- | -- | -- | --- | -- | --------------------------------- |
| 1.    | Norwich City (B)     | 46 | 27 | 13 | 6  | 93 | 57 | +36 | 94 | Feljutott a Premier League-be     |
| 2.    | Sheffield United (P) | 46 | 26 | 11 | 9  | 78 | 41 | +37 | 89 | Feljutott a Premier League-be     |
| 3.    | Leeds United         | 46 | 25 | 8  | 13 | 73 | 50 | +23 | 83 | Bejutott a rájátszásba            |
| 4.    | West Bromwich Albion | 46 | 23 | 11 | 12 | 87 | 62 | +25 | 80 | Bejutott a rájátszásba            |
| 5.    | Aston Villa (O, P)   | 46 | 20 | 16 | 10 | 82 | 61 | +21 | 76 | Bejutott a rájátszásba            |
| 6.    | Derby County         | 46 | 20 | 14 | 12 | 69 | 54 | +15 | 74 | Bejutott a rájátszásba            |
| 7.    | Middlesbrough        | 46 | 20 | 13 | 13 | 49 | 41 | +8  | 73 |                                   |
| 8.    | Bristol City         | 46 | 19 | 13 | 14 | 59 | 53 | +6  | 70 |                                   |
| 9.    | Nottingham Forest    | 46 | 17 | 15 | 14 | 61 | 54 | +7  | 66 |                                   |
| 10.   | Swansea City         | 46 | 18 | 11 | 17 | 65 | 62 | +3  | 65 |                                   |
| 11.   | Brentford            | 46 | 17 | 13 | 16 | 73 | 59 | +14 | 64 |                                   |
| 12.   | Sheffield Wednesday  | 46 | 16 | 16 | 14 | 60 | 62 | −2  | 64 |                                   |
| 13.   | Hull City            | 46 | 17 | 11 | 18 | 66 | 68 | −2  | 62 |                                   |
| 14.   | Preston North End    | 46 | 16 | 13 | 17 | 67 | 67 | 0   | 61 |                                   |
| 15.   | Blackburn Rovers     | 46 | 16 | 12 | 18 | 64 | 69 | −5  | 60 |                                   |
| 16.   | Stoke City           | 46 | 11 | 22 | 13 | 45 | 52 | −7  | 55 |                                   |
| 17.   | Birmingham City      | 46 | 14 | 19 | 13 | 64 | 58 | +6  | 52 |                                   |
| 18.   | Wigan Athletic       | 46 | 13 | 13 | 20 | 51 | 64 | −13 | 52 |                                   |
| 19.   | Queens Park Rangers  | 46 | 14 | 9  | 23 | 53 | 71 | −18 | 51 |                                   |
| 20.   | Reading              | 46 | 10 | 17 | 19 | 49 | 66 | −17 | 47 |                                   |
| 21.   | Millwall             | 46 | 10 | 14 | 22 | 48 | 64 | −16 | 44 |                                   |
| 22.   | Rotherham United (K) | 46 | 8  | 16 | 22 | 52 | 83 | −31 | 40 | Kiesett az EFL League One-be      |
| 23.   | Bolton Wanderers (K) | 46 | 8  | 8  | 30 | 29 | 78 | −49 | 32 | Kiesett az EFL League One-be      |
| 24.   | Ipswich Town (K)     | 46 | 5  | 16 | 25 | 36 | 77 | −41 | 31 | Kiesett az EFL League One-be      |

1. ↑  Az Aston Villa feljutott a Premier League-be, miután legyőzte a Derby County csapatát a rájátszás döntőjében.[52]
2. 1 2  Brentford 1–0-ra nyert a Bolton ellen, miután sztrájkba léptek a Bolton játékosai.[54]
3. ↑  Birmingham City csapatától 9 pontot levontak, mert megszegte a pénzügyi szabályzatot.[53]

## Góllövőlista
2019. május 5-én frissítve.
| #  | Játékos         | Klub                 | Gólok száma |
| -- | --------------- | -------------------- | ----------- |
| 1  | Teemu Pukki     | Norwich City         | 29          |
| 2  | Tammy Abraham   | Aston Villa          | 25          |
| 2  | Neal Maupay     | Brentford            | 25          |
| 4  | Dwight Gayle    | West Bromwich Albion | 23          |
| 4  | Billy Sharp     | Sheffield United     | 23          |
| 6  | Che Adams       | Birmingham City      | 22          |
| 6  | Jarrod Bowen    | Hull City            | 22          |
| 6  | Oliver McBurnie | Swansea City         | 22          |
| 6  | Jay Rodriguez   | West Bromwich Albion | 22          |
| 10 | Lewis Grabban   | Nottingham Forest    | 16          |

## Mesterhármasok
| Játékos          | Klub                 | Ellenfél            | Végeredmény                           | Dátum              | Forrás |
| ---------------- | -------------------- | ------------------- | ------------------------------------- | ------------------ | ------ |
| Lukas Jutkiewicz | Birmingham City      | Rotherham United    | 3–1 (H)                               | 2018. október 6.   | [ 57 ] |
| Billy Sharp      | Sheffield United     | Wigan Athletic      | 4–2 (H)                               | 2018. október 27.  | [ 58 ] |
| Che Adams        | Birmingham City      | Hull City           | 3–3 (H)                               | 2018. november 10. | [ 59 ] |
| Tammy Abraham    | Aston Villa          | Nottingham Forest   | 5–5 (H) (négy gólt szerzett összesen) | 2018. november 28. | [ 60 ] |
| Danny Graham     | Blackburn Rovers     | Sheffield Wednesday | 4–2 (H)                               | 2018. december 1.  | [ 61 ] |
| Dwight Gayle     | West Bromwich Albion | Rotherham United    | 0–4 (V)                               | 2018. december 22. | [ 62 ] |
| Billy Sharp      | Sheffield United     | Aston Villa         | 3–3 (V)                               | 2019. február 8.   | [ 63 ] |
| Che Adams        | Birmingham City      | Queens Park Rangers | 3–4 (V)                               | 2019. február 9.   | [ 64 ] |
| Szaíd Benráhma   | Brentford            | Hull City           | 5–1 (H)                               | 2019. február 23.  | [ 65 ] |
| Martyn Waghorn   | Derby County         | Rotherham United    | 6–1 (H)                               | 2019. március 30.  | [ 66 ] |
| Andreas Weimann  | Bristol City         | Sheffield United    | 2–3 (V)                               | 2019. március 30.  | [ 67 ] |
| Mason Mount      | Derby County         | Bolton Wanderers    | 4–0 (H)                               | 2019. április 13.  | [ 68 ] |
| Dwight Gayle     | West Bromwich Albion | Preston North End   | 4–1 (H)                               | 2019. április 13.  | [ 69 ] |

## A hónap játékosai és edzői
| Hónap      | A hónap edzője | A hónap edzője       | A hónap játékosa | A hónap játékosa     | Forrás        |
| Hónap      | Edző           | Klub                 | Játékos          | Klub                 | Forrás        |
| ---------- | -------------- | -------------------- | ---------------- | -------------------- | ------------- |
| Augusztus  | Marcelo Bielsa | Leeds United         | Kemar Roofe      | Leeds United         | [ 70 ] [ 71 ] |
| Szeptember | Darren Moore   | West Bromwich Albion | Dwight Gayle     | West Bromwich Albion | [ 72 ] [ 73 ] |
| Október    | Steve McClaren | Queens Park Rangers  | Lukas Jutkiewicz | Birmingham City      | [ 74 ] [ 75 ] |
| November   | Daniel Farke   | Norwich City         | Tammy Abraham    | Aston Villa          | [ 76 ] [ 77 ] |
| December   | Nigel Adkins   | Hull City            | Jarrod Bowen     | Hull City            | [ 78 ] [ 79 ] |
| Január     | Tony Mowbray   | Blackburn Rovers     | Adam Armstrong   | Blackburn Rovers     | [ 80 ]        |
| Február    | Chris Wilder   | Sheffield United     | Che Adams        | Birmingham City      | [ 81 ]        |
| Március    | Dean Smith     | Aston Villa          | Semi Ajayi       | Rotherham United     | [ 82 ]        |
| Április    | Chris Wilder   | Sheffield United     | Dwight Gayle     | West Bromwich Albion | [ 83 ]        |